# Кућа народног хероја Богољуба Чукића
42° 53′ 02″ С; 20° 21′ 29″ И / 42.883973° С; 20.358136° И
Кућа народног хероја Богољуба Чукића налази се у месту Источни Мојстир у општини Тутин. Проглашена је за непокретно културно добро као споменик културе Србије.

## Опште информација
Кућа је саграђена у другој половини 19. века, као брвнара под шиндром. У овој кући се 1913. године родио народни херој Богољуб Чукић, у сиромашној породици. Кућа се налазила у девастираном стању и крајем 20. века је срушена.